# Перминова, Елена Алексеевна

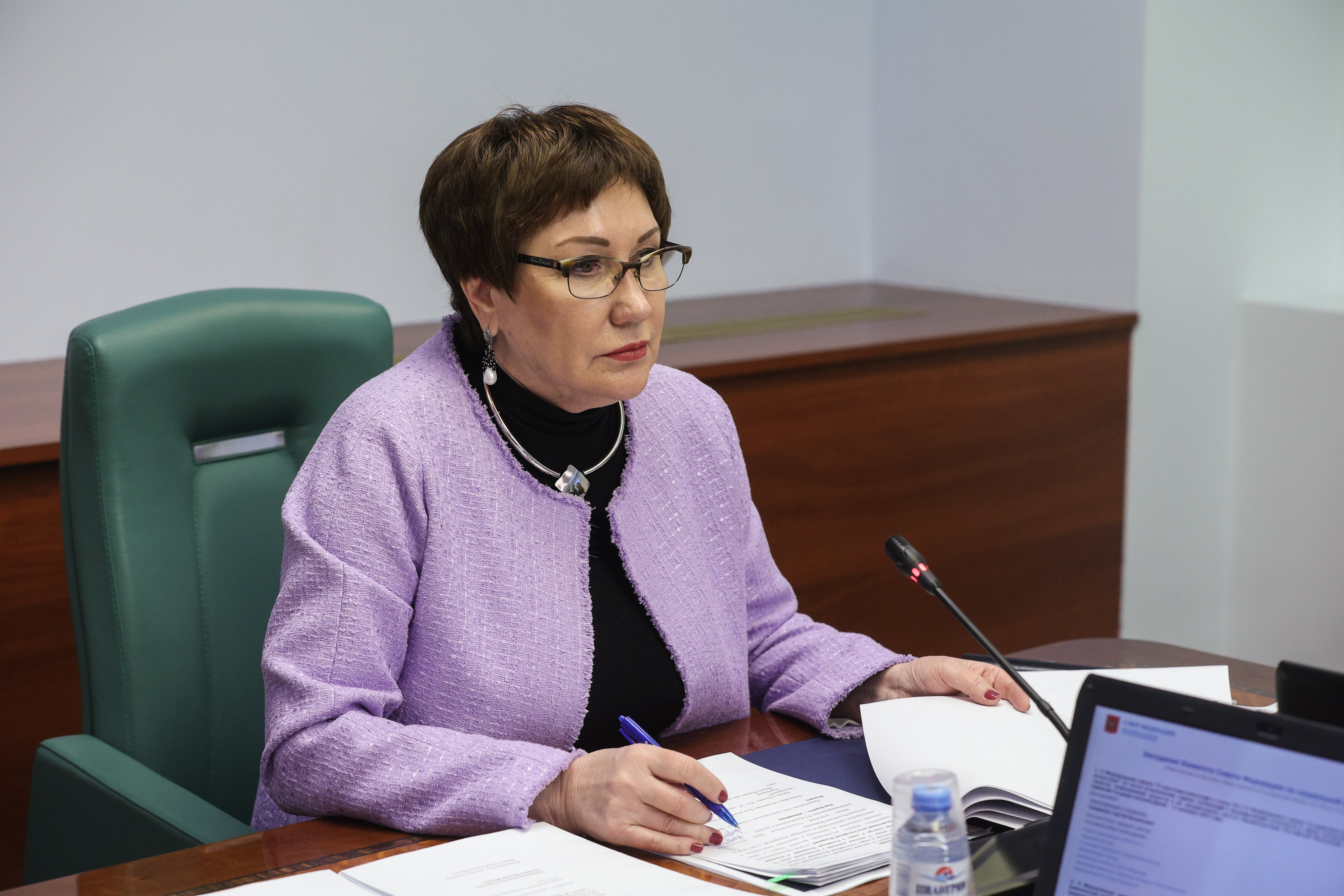
Перминова Е.А., 2023 год.

Елена Алексеевна Перминова (род. 5 декабря 1960, Шатровский район, Курганская область) — российский политик, сенатор Российской Федерации, представитель от исполнительного органа государственной власти Курганской области в Совете Федерации Федерального собрания Российской Федерации (с 26 сентября 2014 года).
25 сентября 2023 года избрана председателем Комитета Совета Федерации по социальной политике.

## Биография
Елена Алексеевна родилась 5 декабря 1960 года <где?> в Шатровском районе Курганской области, ныне Шатровский муниципальный округ той же области.
Свой трудовой путь начала работой в Октябрьском районном финансовом отделе города Кургана. Десять лет проработала в финансовом отделе Первомайского районного исполнительного комитета города Кургана.
Обучалась в Московском Всесоюзном финансово-экономическом институте, где в период с 1985 по 1990 год получила образование по специальности экономист.
С октября 1990 года в течение семи лет трудилась в налоговой инспекции по городу Кургану. После этого в течение двух лет работала в Финансовом управление Курганской области. В 2006 году назначена на должность заместителя Губернатора Курганской области, начальник финансового управления области.
26 сентября 2014 года делегирована в Совет Федерации от исполнительного органа государственной власти Курганской области. Работала заместителем председателя Комитета Совета Федерации по бюджету и финансовым рынкам (до 25 сентября 2023 года).
На учредительной конференции Курганского регионального отделения общественной организации «Союз женщин России», в сентябре 2015 года, была избрана на пост председателя.
10 сентября 2019 года избранный губернатором Курганской области Вадим Шумков продлил полномочия Перминовой в Совете Федерации.
По итогам общероссийского голосования по поправкам к Конституции России с 1 июля 2020 года введено понятие «сенатор Российской Федерации» вместо  «член Совета Федерации Федерального собрания Российской Федерации».
Из-за поддержки нарушения территориальной целостности Украины во время российско-украинской войны находится под персональными международными санкциями Евросоюза, США, Великобритании и ряда других стран.
В декабре 2022 года стала координатором федерального партийного проекта «Женское движение Единой России» в Курганской области.
12 февраля 2024 года вступила во Всероссийскую политическую партию «Единая Россия». Партийный билет вручил депутат Курганской областной Думы, заместитель секретаря Курганского регионального отделения партии Вяткин Родион Владиленович во время проведения круглого стола «Семья — основа государства: воспитание, культура, образование».

## Награды
Она отмечена несколькими наградами:
- Орден Дружбы, 11 апреля 2024 года[18]
- Медаль ордена «За заслуги перед Отечеством» II степени, 2018 год
- Медаль «За содружество во имя спасения»
- Медаль «За заслуги в проведении Всероссийской сельскохозяйственной переписи»
- Нагрудный знак «Отличник финансовой работы» Министерства финансов Российской Федерации
- Почётная грамота Правительства Российской Федерации, 15 января 2020 года, за большой вклад в развитие российского парламентаризма и активную законотворческую деятельность[19]
- Благодарность Министра финансов Российской Федерации
- Почётная грамота Правительства Курганской области
- Благодарственное письмо Губернатора Курганской области

## Семья
Муж Перминов Анатолий Михайлович, сын.

## Декларированные доходы
За 2017 год общая сумма в декларации составила 5 млн 813 тыс. руб., супруга — 1 млн 684 тыс. руб.